# Segno di Grey Turner
Il segno di Grey Turner è un segno clinico che si riferisce alla presenza di ecchimosi sui fianchi (la parte del corpo tra l'ultima costa e la parte superiore del bacino); l'ecchimosi appare come uno scolorimento blu/viola ed è un segno di emorragia retroperitoneale (sanguinamento dietro il peritoneo, rivestimento della cavità addominale) e può indicare uno stato di pancreatite acuta. 
Il segno di Grey Turner impiega da 24 a 48 ore per svilupparsi.
Il segno prende il nome dal chirurgo britannico George Gray Turner.
Può essere accompagnato dal segno di Cullen. Entrambi i segni possono essere indicativi di sanguinamento retroperitoneale o intra-addominale.

## Cause
Le cause includono:
- Pancreatite acuta, in base alla quale la metemalbumina si forma da tracce di sangue digerito per via sottocutanea attorno all'addome dal pancreas infiammato.
- Emorragia pancreatica
- Emorragia retroperitoneale
- Trauma addominale smussato
- Gravidanza ectopica con sanguinamento.
- Sanguinamento spontaneo secondario a coagulopatia (congenita o acquisita)
- Rottura aortica, da rottura dell'aneurisma dell'aorta addominale o altre cause.[4]